# Lucy Higgs Nichols

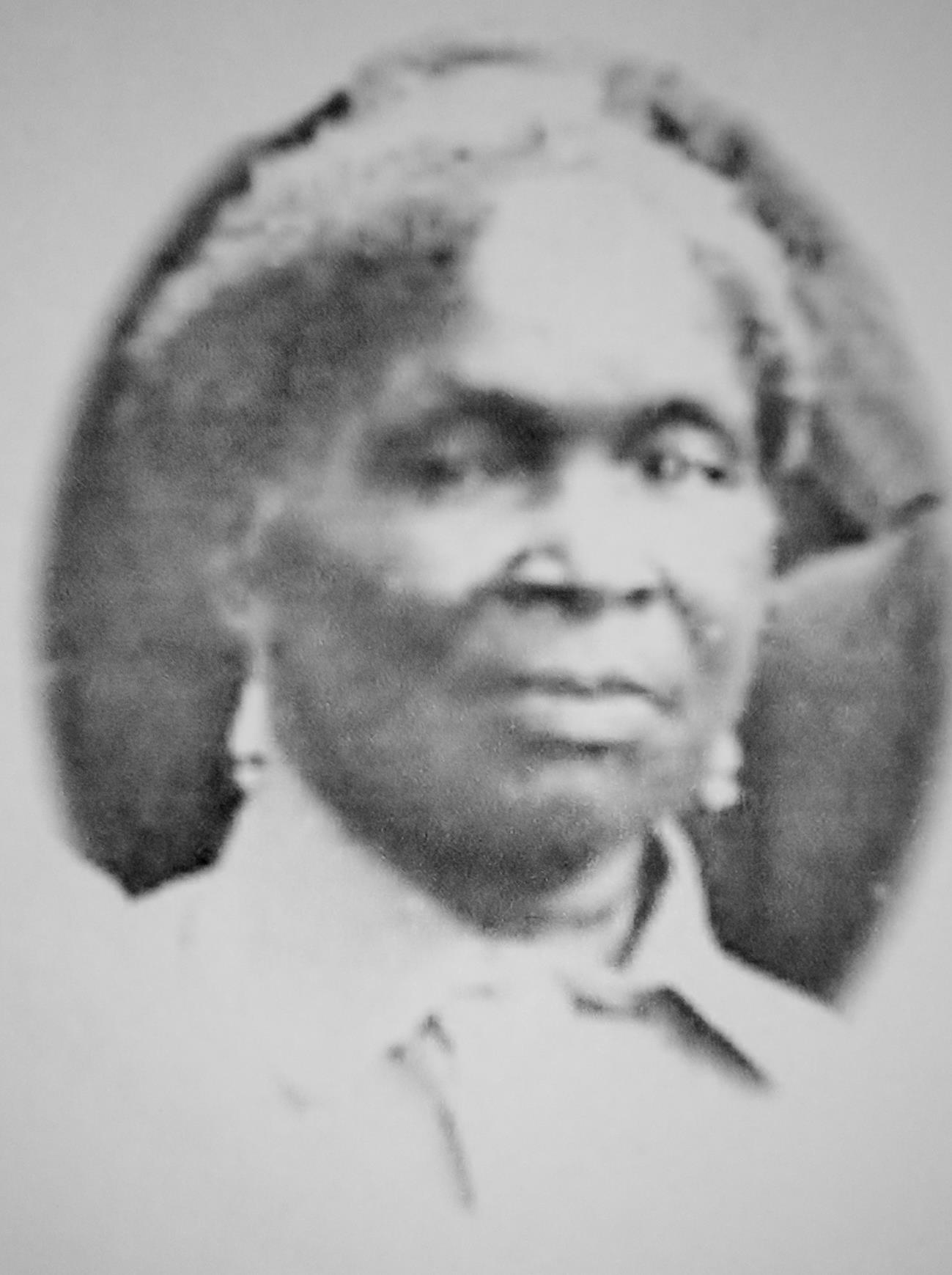
Lucy Higgs Nichols, 1898. Stuart B. Wrege History Room, New Albany, Floyd County Public Library

Lucy Higgs Nichols (* 10. April 1838 in Halifax County (North Carolina); † 25. Januar 1915 in New Albany (Indiana)) war eine afroamerikanische entflohene Sklavin und Krankenschwester der Nordstaatenarmee während des Sezessionskrieges. Nichols wurde von den Soldaten liebevoll Aunt Lucy (dt. Tante Lucy) genannt, das einzige erhaltene Foto von ihr, zeigt sie inmitten der Veteranen des 23rd Indiana Volunteer Infantry Regiments der Army of the Tennessee. Während des Krieges verlor Nichols sowohl ihren Mann als auch ihre Tochter. Nach dem Krieg ließ sie sich in New Albany in Indiana nieder und arbeitete als Haushälterin. Sie verbrachte den Rest ihres Lebens mit ihrem zweiten Mann in New Albany, bis sie 1915 im Armenhaus verstarb. Die Grand Army of the Republic erklärte Nichols zum einzigen weiblichen Ehrenmitglied in den Vereinigten Staaten von Amerika. Die Soldaten behandelten Nichols wie ein Familienmitglied und sie erhielt eine Pension für ihre fortgesetzten Anstrengungen als Pflegekraft in 28 Schlachten zwischen Juni 1862 bis zum Ende des Krieges. Obwohl ihre Erfolge fast 100 Jahre in Archiven verschollen waren, war ihre Bekanntheit zu ihrer Lebenszeit landesweit, insbesondere wegen des speziellen Erlasses der für ihre Pension vom Kongress bewilligt wurde. Zeitungen im ganzen Land berichteten darüber, darunter die The Janesville Gazette, The Salem Democrat, Atlanta Constitution, The Logansport Journal, The Denver Post, The Freeman und The New York Times.

## Kindheit und Jugend
Lucy Higgs Nichols wurde am 10. April 1838 in Halifax County, North Carolina geboren. Sie gehörte als Tochter von Sklaven ebenfalls zum Besitz des Farmers Reubin Higgs. Die Higgs Familie zog mit ihren Sklaven nach Mississippi. Nach dem Tod ihrer Besitzer 1845  wurde Nichols nach Hardeman County (Tennessee) zu der einzigen Tochter der Higgs und Erbin, Wineford Amanda Higgs, geschickt. Nach dem Tod Wineford Higgs wurden die Sklaven nach Grays Creek, Tennessee gebracht, um dort zwischen den Erben aufgeteilt zu werden. Gerichtsunterlagen vom 8. Januar 1861 listen Nichols gemeinsam mit vier weiteren Sklaven auf sowie deren Wert. Sie sollten zwischen Willie und Prudence Higgs aufgeteilt werden.

## Flucht und Sezessionskrieg

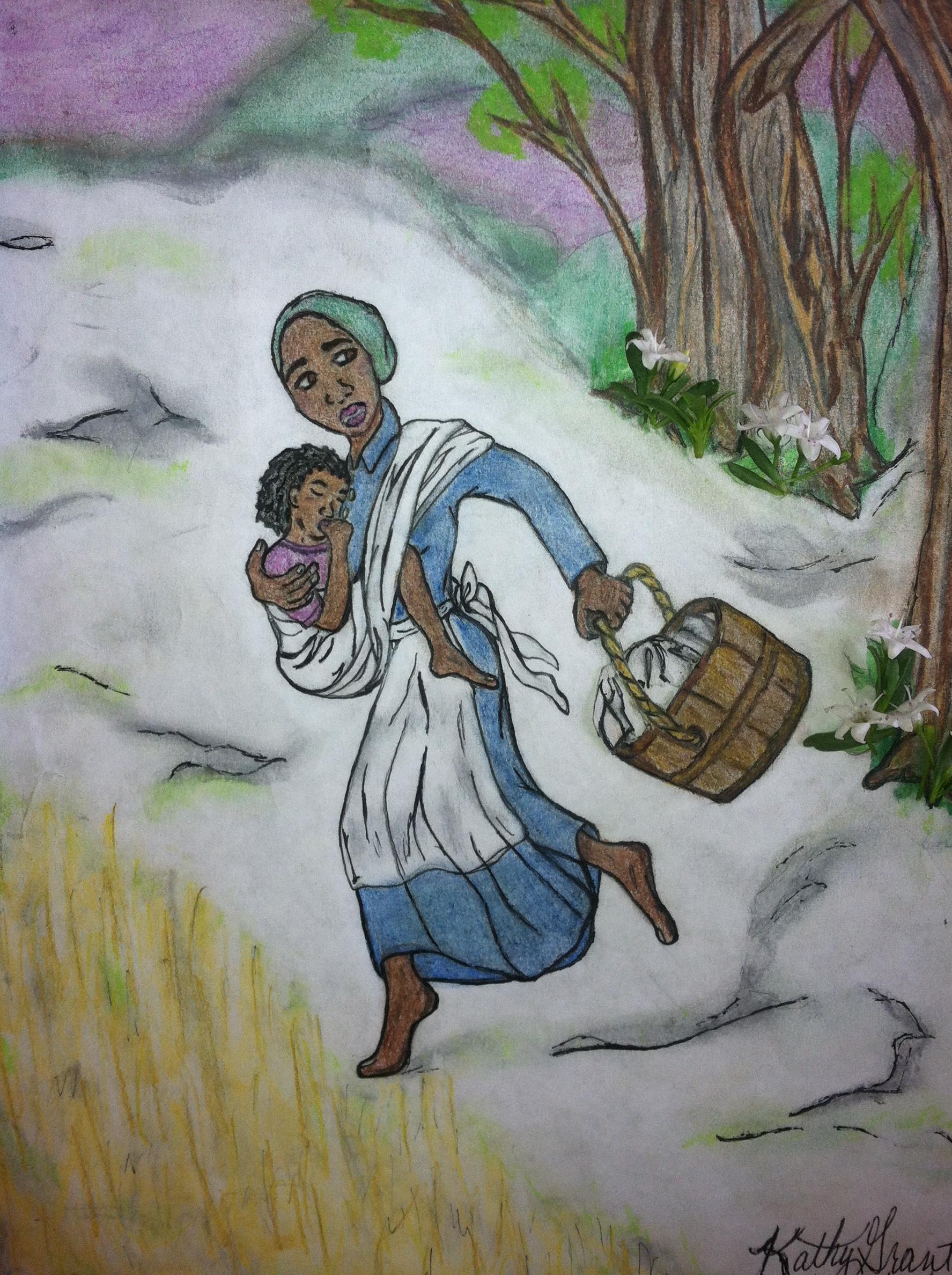
Lucy Higgs und Mona flüchten im Juni 1862 aus der Sklaverei

1862 erfuhr Nichols, dass sie noch weiter in den Süden gebracht werden sollte und entschloss sich zur Flucht. Im Juni 1862 flüchtete sie mit ihrer Tochter Mona und einigen weiteren Sklaven. Sie überquerten den Hatchie River und überquerten die Unionslinien bei Bolivar (Tennessee) und gelangten so in das fast 30 Meilen entfernte Camp des 23rd Indiana Infantry Regiment. Nach einigen Quellen wurde Nichols von ihrem Mann begleitet, der jedoch kurz nach seiner Meldung zu den Unionstruppen verstarb. Shadrack Hooper, Adjutant des Regiments, notierte Nichols Ankunft und beschrieb ihren Charakter als integer, ehrlich, intelligent, immer lächelnd, fröhlich und gütig. Sie sei eine bereitwillige Wäscherin, Krankenschwester, Köchin und Sängerin, außerdem sei sie eine hervorragende Furierin. Andere Soldaten und der Regimentsarzt Magnus Brucker beschrieben sie als treusorgende Krankenschwester.
Nichols wurde von ihrem ehemaligen Besitzer verfolgt, dank der Confiscation Acts von 1861 und 1862 konnte sie das Regiment um Schutz bitten, die dafür sorgten, dass Nichols nicht mehr zurückkehren musste. Die Confiscation Acts besagten, dass jeder Besitz, inklusive Sklaven, der genutzt wurde um die konföderierten Rebellion zu unterstützen von der Unionsregierung beschlagnahmt werden konnte.
Mona, die etwa 5 Jahre alte Tochter Nichols, starb während der Schlacht von Vicksburg. Die Todesursache ist unbekannt. Die Soldaten schienen das kleine Mädchen sehr zu mögen, sie bedeckten ihre Leiche mit Blumen und begruben sie auf einem Hügel oberhalb der Stadt, ein Ort an dem sie auch ihre Kameraden beerdigten. Nichols blieb trotz ihrer Trauer beim Regiment und als dieses nach New Albany (Indiana) weiterzog, begleitete sie die Truppen. Nichols wurde von verschiedenen Offizieren als Dienstbotin angestellt, darunter auch General W. Q. Gresham. Als das Regiment nach Mississippi verlegt wurde, nahm sie ihre Arbeit als Krankenschwester wieder auf und war an jeder Schlacht und Belagerung beteiligt. Unter dem General William T. Sherman zog die Armee und mit ihr Nichols nach Osten in Shermans Marsch zum Meer. Ihr Regiment schwenkte nach Norden und beteiligten sich am Einmarsch nach Washington, D.C. und dem Grand Review of the Armies am 24. Mai 1865.

## Nach dem Krieg
Nach der Emancipation Proclamation war Nichols eine freie Bürgerin. Die Soldaten ihres Regiments schlugen ihr vor, sie nach New Albany zu begleiten, wo viele von ihnen lebten. Nichols folgte ihnen und ließ sich dort nieder. Dort wurde Nichols wieder von verschiedenen Offizieren eingestellt und arbeitete nebenbei noch in der Krankenpflege für die Soldaten. 1870 heiratete Nichols den Arbeiter John Nichols. Nichols war so beliebt bei den Soldaten, dass sie von ihnen versorgt wurde, als sie die Masern bekam und nach einem Schlaganfall Hilfe brauchte.

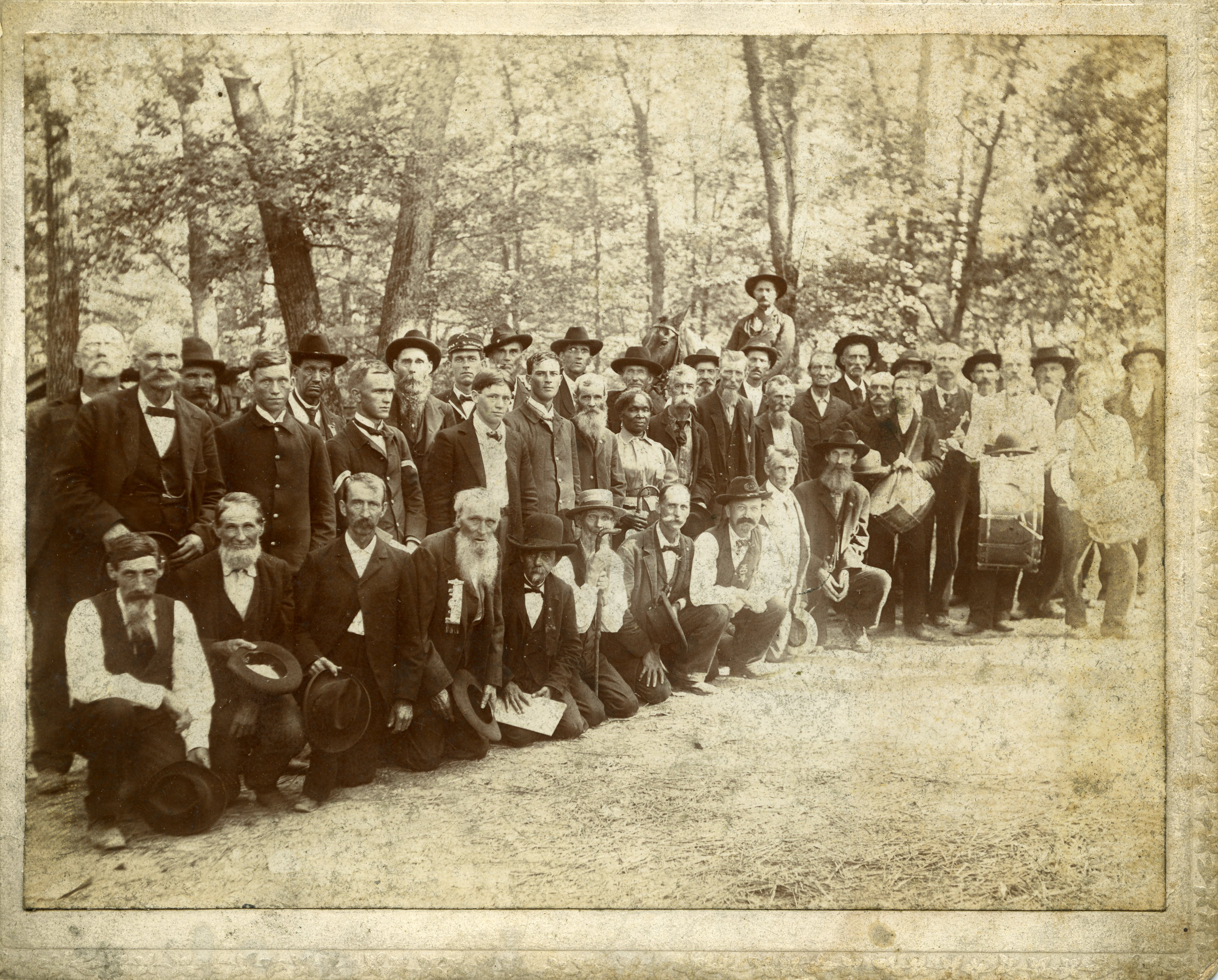
Lucy Higgs Nichols in der Mitte einer Gruppe von Veteranen in Indiana 1898.Stuart B. Wrege History Room, New Albany - Floyd County Public Library

Lucy wurde Mitglied der New Albany Abteilung der Grand Army of the Republic (GAR) und wurde zu deren einzigen weiblichen afroamerikanischen Ehrenmitglied. Sie nahm an allen Treffen und Wiedervereinigungen der Soldaten teil. Obwohl Nichols Arbeit von ihren Kameraden anerkannt wurde, verweigerte ihr die Regierung jedwede Anerkennung ihrer Arbeit als Krankenschwester der Unionsarmee. 1892 erließ der Kongress ein Gesetz, das allen Frauen, die vom Surgeon General als Krankenschwestern eingesetzt wurden, finanzielle Unterstützung zusagte. Nichols beantragte diese Hilfen zweimal, wurde jedoch abgewiesen. Erst als die GAR sich für sie einsetzte, erhielt sie dank eines speziellen Erlasses des Kongress eine Unterstützung in Höhe von 12 Dollar monatlich, diese Unterstützung wurde vom United States House Committee on Invalid Pensions (dt. Pensionskommitee) am 1. Juli 1898 veröffentlicht und von Zeitschriften aufgrund seiner Einzigartigkeit im ganzen Land aufgegriffen.

## Späte Jahre und Lebensende
Nach Quellen aus Kentucky war John Nichols, der zweite Ehemann Nichols, ein freier Schwarzer, der in Tennessee und Indiana gelebt hatte. Im 152. Indiana Infanterie Regiment als Musiker gelistet, nach dem Krieg schloss er sich dem Farbigen Regiment an und kam drei Jahre später nach New Albany Laut dem Heiratsregister in Floyd County (Indiana) wurden die Nichols am 13. April 1870 getraut. Die Ehe blieb kinderlos. Laut Volkszählungsunterlagen lebten die beiden bis zu seinem Tod in der Nagel Street (auch Naghel Street) in New Albany. Nach dem Tod Johns zog Nichols am 5. Januar 1915 auf die Floyd County Poor Farm (dt. Floyd County Farm für Arme). Nur Wochen später starb sie am 29. Januar 1915 und wurde mit militärischen Ehren auf dem West Haven Cemetery in New Albany im Abschnitt für Farbige beerdigt.

## Ehrungen
- 2011 wurde ein historischer Marker zu ihren Ehren vom Indiana Historic Bureau und den Freunden der Division Street School aufgestellt. Er beschreibt auf Vorder- und Rückseite Nichols Leben und Leistungen. Der Marker steht auf der E. Market Street in New Albany.[18] In 2011, a marker in her honor was erected by the Indiana Historical Bureau and the Friends of Division Street School.
- Das Carnegie Center for Art & History in New Albany, Indiana, beherbergt eine Dauerausstellung zu Nichols Ehren: Remembered: the Life of Lucy Higgs Nichols, Men & Women of the Underground Railroad.[19]
- Das Frazier History Museum in Louisville, Kentucky ehrt jedes Jahr das Leben Lucy Higgs Nichols durch verschiedenen Programme und eine Theateraufführung.
- Ein Kinder- und Jugendbuch auf Basis von Nichols Leben wurde 2013 von Kathryn Grant als  Honorable (Purpose in Repose) veröffentlicht.
- 2019 wurde vom Bildhauer David Ruckman eine Statue geschaffen, die im Underground Railroad Park in New Albany zu Ehren von Nichols aufgestellt wurde.[20]